# Tydal
Tydal er en kommune i Trøndelag fylke i Norge. Den grænser i nord til Meråker, i vest til Selbu og Holtålen og i syd til Røros. I øst ligger Sverige.
Tydal er en stor vandkraftkommune, hvilket genspejles i kommunevåbents stiliserede højspændingsmaster.
Tydal blev selvstændig kommune i 1901.
Tydal Skytterlag er Tydals ældste forening som fyldte 100 år i 2006.

## Seværdigheder
Fjeldområdet Sylan ligger i naturskønne omgivelser og er en fin destination for en dagstur eller en længere tur.